# Noyelles-sur-Mer

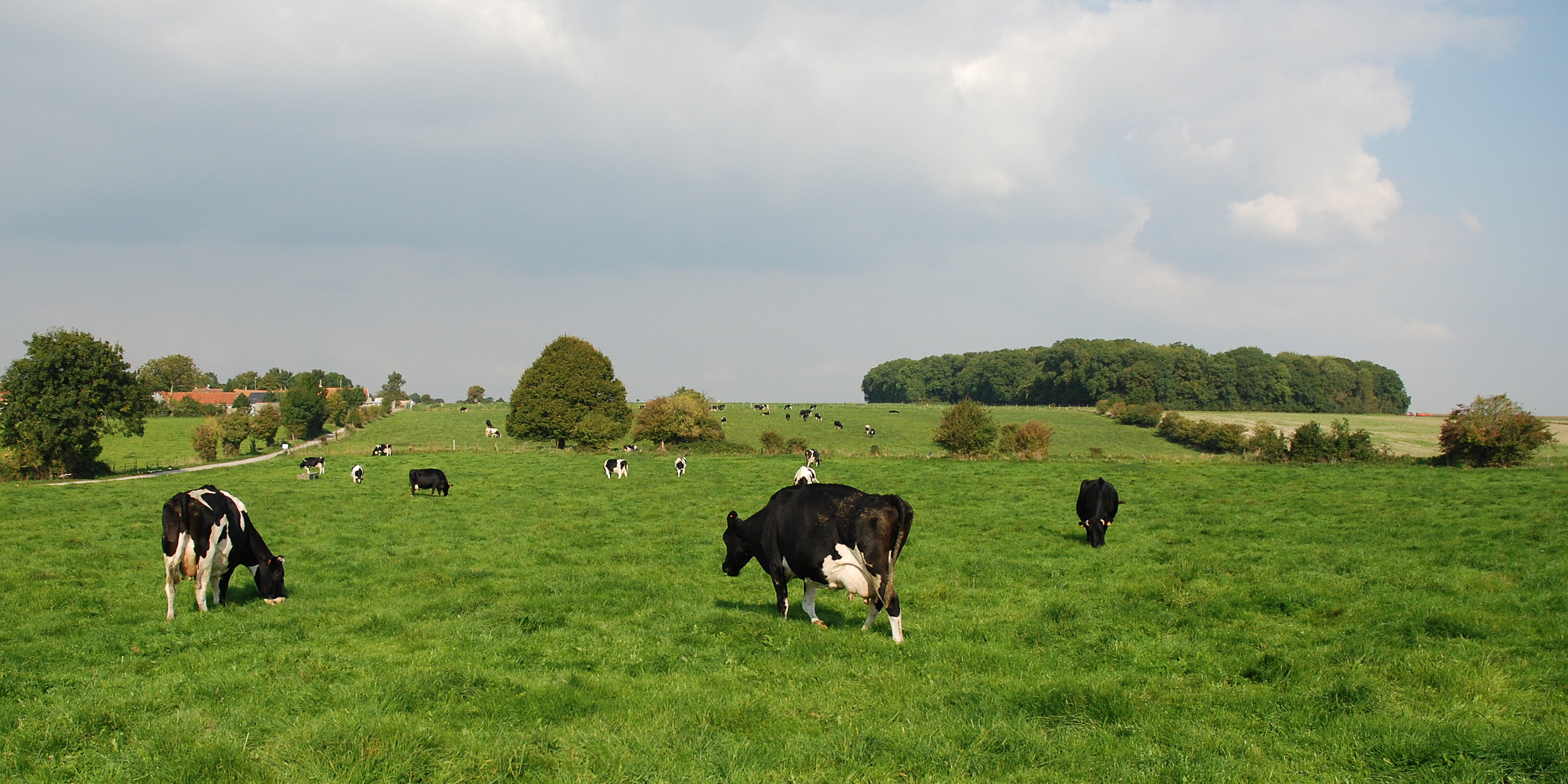
Noyelles-sur-Mer

Noyelles-sur-Mer is een gemeente in het Franse departement Somme (regio Hauts-de-France) en telt 834 inwoners (2005). De plaats maakt deel uit van het arrondissement Abbeville.

## Geografie
De oppervlakte van Noyelles-sur-Mer bedraagt 20,1 km², de bevolkingsdichtheid is 41,5 inwoners per km².
De onderstaande kaart toont de ligging van Noyelles-sur-Mer met de belangrijkste infrastructuur en aangrenzende gemeenten.
Noyelles-sur-Mer ligt aan de Baai van de Somme, aan de Somme en aan het riviertje de Dien. De hoogte loopt van 0 tot 42 meter.

## Geschiedenis
De plaats werd vroeger Nigella genoemd, wat van Keltische oorsprong zou zijn. In het gehucht Sailly-Bray werden Keltische bijlen gevonden en ook aardewerk.
Tijdens de Middeleeuwen werd Abbeville een belangrijke haven, waartoe aan de monding van de Somme, bij Noyelles, een citadel werd gebouwd door de graven van Ponthieu, om piraten te verhinderen de Somme op te varen. In 1194 verkreeg Noyelles gemeenterechten.
In 1217 werd een kapittelkerk gebouwd die aan Onze-Lieve-Vrouw was gewijd.
In 1346 verschenen de troepen van Eduard III van Engeland voor Noyelles, en de burcht moest zich overgeven. Later was het Jacques d'Harcourt, die de steden en burchten welke bezet waren door de Engelsen en Bourgondiërs weer trachtte te heroveren. In 1423 bezweek hij voor de sterke Bourgondische troepen.
Tijdens de Eerste Wereldoorlog werden tussen 1917 en 1919 ongeveer 12.000 Chinese koelies ingezet die zwaar werk moesten verrichten en aan wie het verboden was zich met de plaatselijke bevolking te vermengen. 849 van hen kwamen om, vaak door tuberculose of Spaanse griep. Op de Chinese begraafplaats kregen velen van hen een naamloos graf.

## Bezienswaardigheden
- De Onze-Lieve-Vrouw-ten-Hemelopnemingkerk (Église de l'Assomption de la Vierge)
- De Chinese begraafplaats van Nolette, waar 842 Chinezen werden begraven die tijdens de Eerste Wereldoorlog werkten voor het Britse leger.
- Het Kasteel van Noyelles-sur-Mer, een 19e-eeuws kasteel, tegenwoordig een hotel.

## Verkeer en vervoer
In de gemeente ligt spoorwegstation Noyelles. De plaats ligt aan de Spoorlijn van de Sommebaai. Tot in de 18e eeuw lag hier de Gué de Blanquetaque, een voorde door de Somme die zowel door reizigers als door krijgslieden veelvuldig werd gebruikt.

## Demografie
Onderstaande figuur toont het verloop van het inwonertal (bron: INSEE-tellingen).

## Nabijgelegen kernen
Le Crotoy, Ponthoile, Port-le-Grand, Estrébœuf, Saint-Valery-sur-Somme